# Paul Émile Appell
Paul Émile Appell (27. září 1855 Štrasburk, Francie – 24. října 1930 Paříž, Francie), známý také jako M. P. Appell (Monsieur Paul Appell), byl francouzský matematik. Je známý především díky tzv. Appellově posloupnosti. Zabýval se také projektivní geometrií, algebraickými funkcemi, diferenciálními rovnicemi a komplexní analýzou.